# Leblon
Leblon ist ein Stadtteil in der Zona Sul der brasilianischen Großstadt Rio de Janeiro an der Atlantikküste.

## Geschichte
Die Gegend war überwiegend von Siedlern aus Frankreich bewohnt, bis die Portugiesen die französischen Kolonialisierungsversuche bekämpften und schließlich die Franzosen vertrieben. Der Stadtteil blieb aber nach einem der französischen Siedler (Le Blond) benannt.

## Lage
Leblon grenzt an die Stadtteile Vidigal im Südwesten, Gávea im Westen, Lagoa im Norden und Ipanema im Osten. Im Süden begrenzt der Atlantische Ozean das Viertel, die Strände von Leblon und Ipanema werden durch den Canal do Jardim de Alah getrennt, welcher die Lagoa Rodrigo de Freitas entwässert. Im Westen liegt der weithin sichtbare Morro Dois Irmãos. Im Nordosten befindet sich die Lagoa Rodrigo de Freitas.
Heute ist Leblon neben Ipanema und Copacabana eines der wohlhabenden Viertel, wenn es auch weniger bekannt ist. Während des Karnevals führen viele Umzüge durch Leblon. Mit dem José-Bastos-Padilha-Stadion befindet sich im Stadtteil das Stadion des Erstligisten Flamengo. Es wird allerdings nur selten genutzt. Einen Panoramablick auf Leblon,  Zuckerhut, Corcovado, Ipanema, Jardim Botânico und Copacabana hat man vom Vista Chinesa.

## Galerie

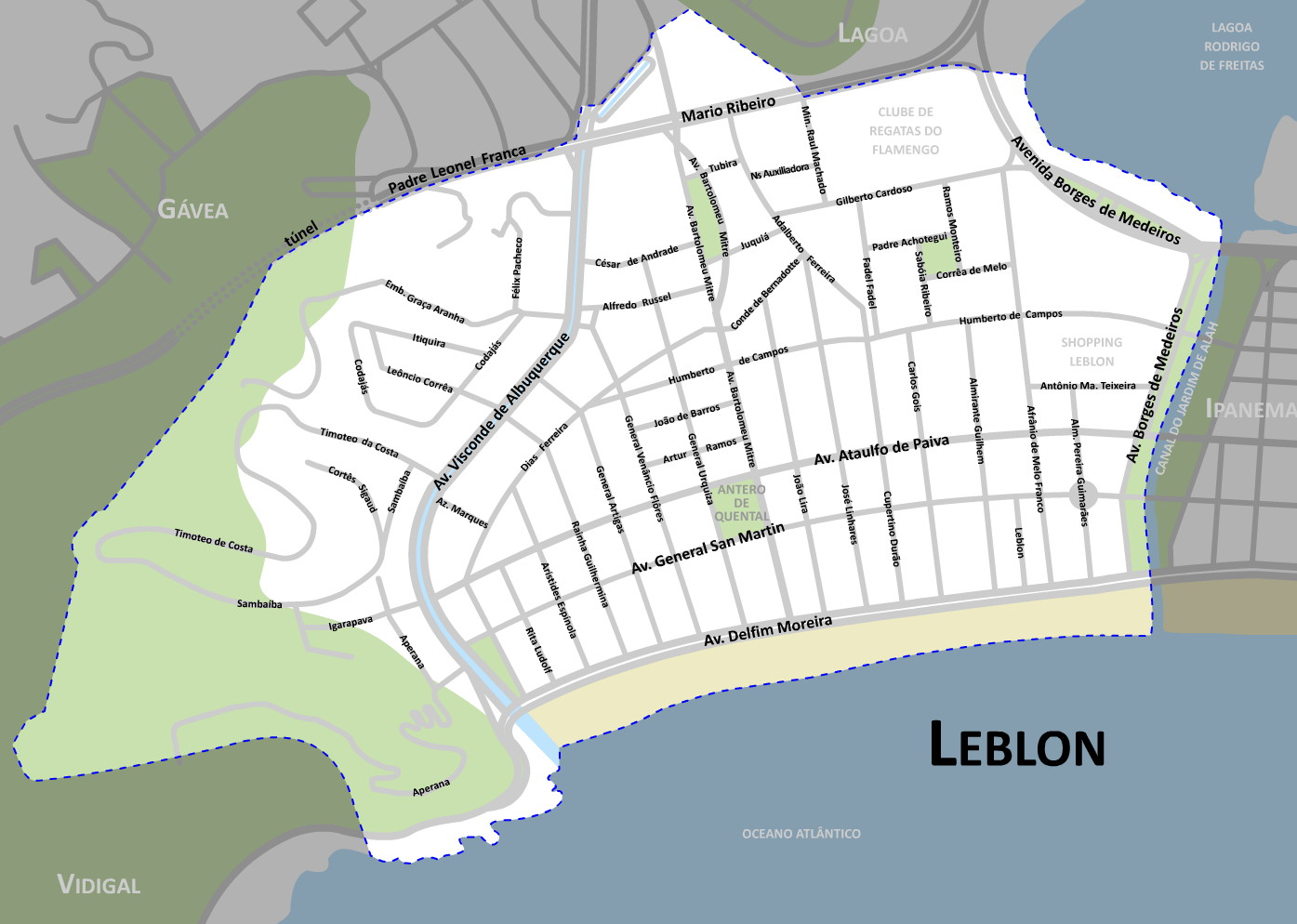
Detailkarte von Leblon
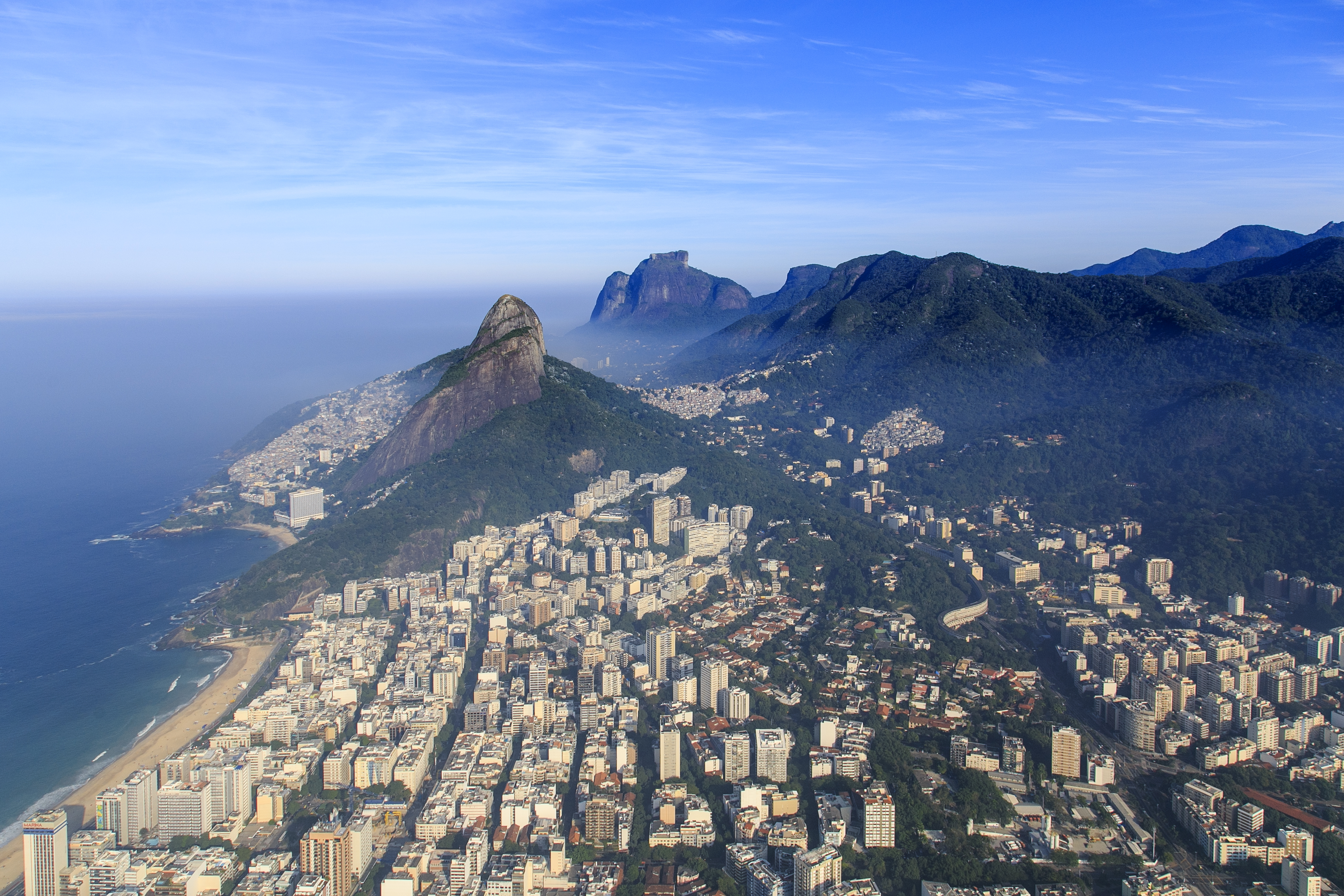
Luftbild von Leblon Richtung Osten
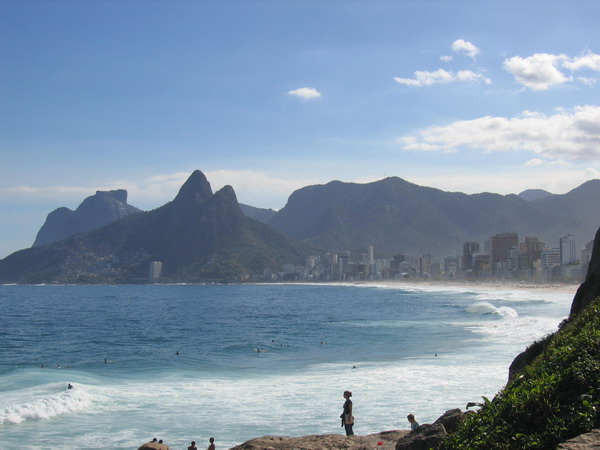
Blick auf Leblon und Ipanema
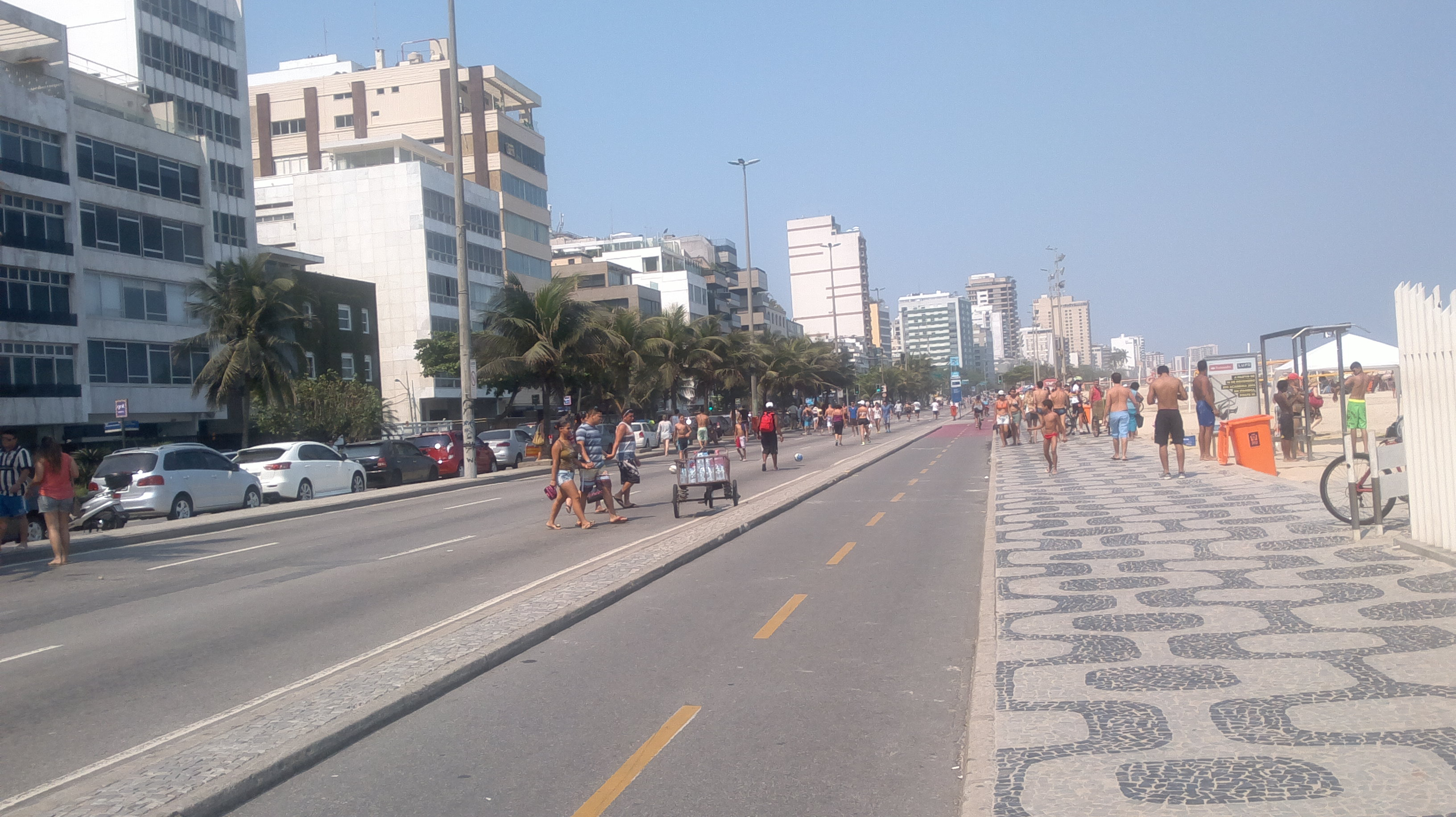
Strandpromenade in Leblon
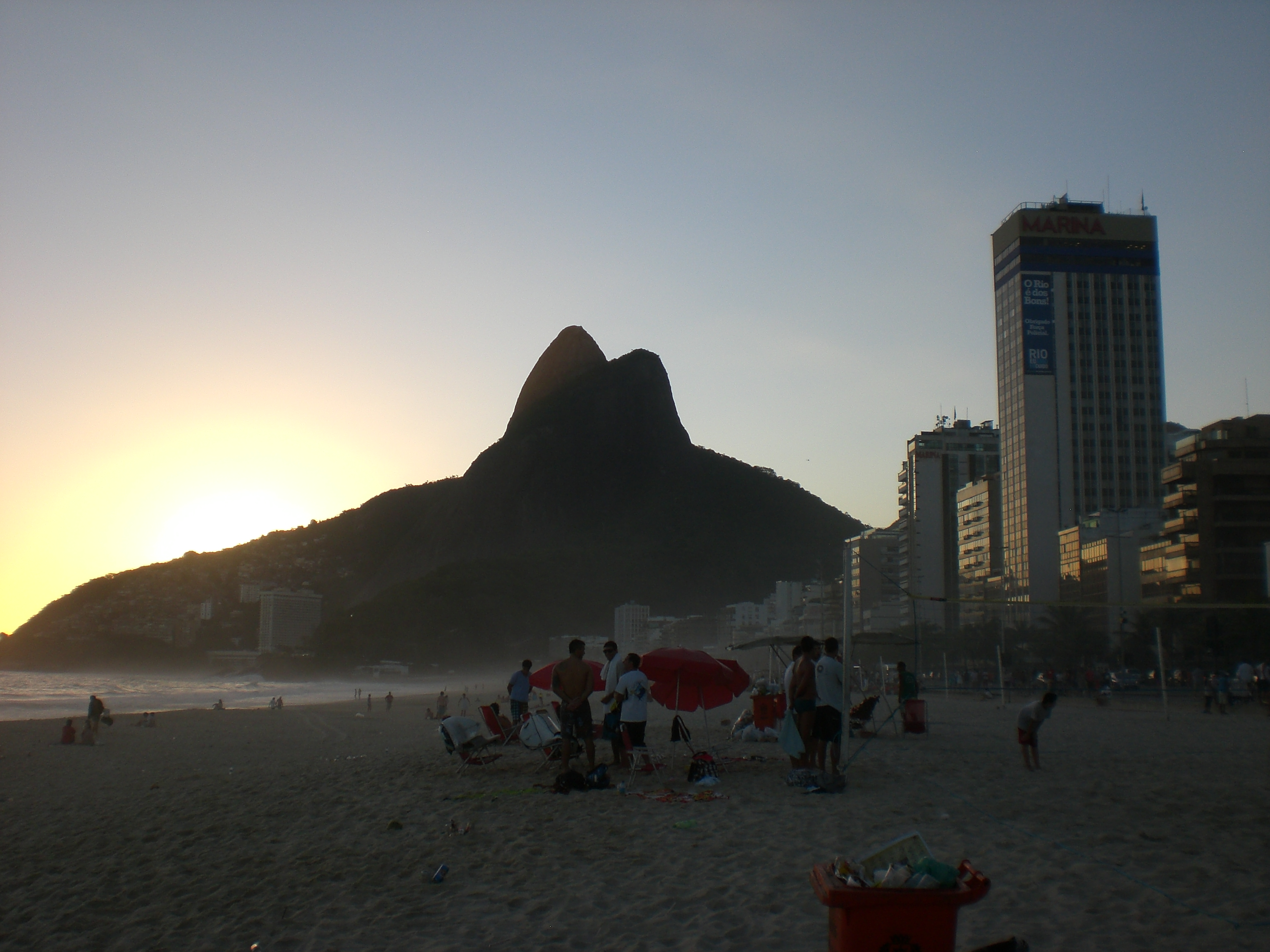
Abendstimmung am Strand von Leblon